# 奇爾頓鎮區 (北達科他州赫廷傑縣)
奇爾頓鎮區（英語：Chilton Township）是位於美國北達科他州赫廷傑縣的一個鎮區。

## 地方資料
奇爾頓鎮區的面積為93.86平方千米，當中陸地面積為93.75平方千米，而水域面積為0.11平方千米。根據2020年美國人口普查的數據，當地共有人口19人，而人口密度為每平方千米0.2人。